# Parti réformiste (Province du Canada)
 (mars 2021).
Si vous disposez d'ouvrages ou d'articles de référence ou si vous connaissez des sites web de qualité traitant du thème abordé ici, merci de compléter l'article en donnant les références utiles à sa vérifiabilité et en les liant à la section « Notes et références ».

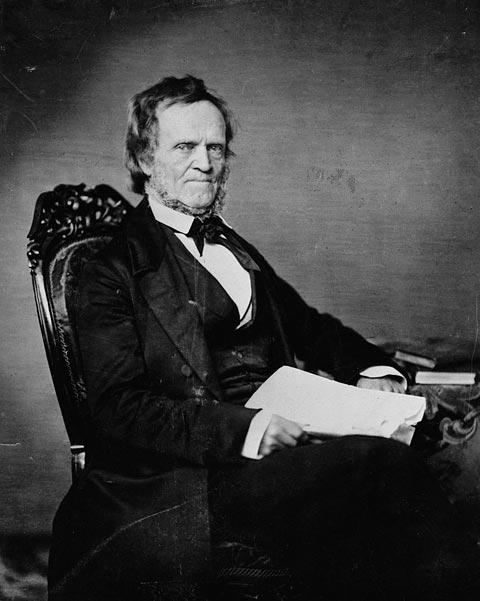
William Lyon Mackenzie.

Le Parti réformiste est un mouvement politique présent dans l'Amérique du Nord britannique à partir des années 1830. Son idéologie politique navigue entre le républicanisme et le concept de gouvernement responsable.

## Histoire
Au Haut-Canada, le mouvement réformiste s'oppose au Family Compact, une élite riche et conservatrice. Son principal instigateur est William Lyon Mackenzie, lequel fut une figure importante de la Rébellion du Haut-Canada. À la suite des rébellions de 1837, le Haut-Canada et le Bas-Canada sont fusionnés et deviennent la province du Canada. Les réformistes vont alors s'allier au Parti rouge du Bas-Canada.
Après la constitution du gouvernement responsable, le mouvement s'estompe.